# Schöner Gigolo, armer Gigolo (Film)
Schöner Gigolo, armer Gigolo ist ein deutscher Film aus dem Jahr 1978. Der Titel des Films ist identisch mit dem eines populären Schlagers von Julius Brammer (Text) und Leonello Casucci (Musik) aus dem Jahr 1929, der im Film von Marlene Dietrich interpretiert wird: Schöner Gigolo, armer Gigolo.
Der englische Schauspieler David Hemmings (Blow Up) zeichnete mit seiner ersten Regiearbeit – angelehnt an Erich Kästners Roman Fabian – ein streiflichtartiges Gesellschaftspanorama der Weimarer Republik. Zudem übernahm er die Rolle des homosexuellen Hauptmann Kraft. Der Sänger David Bowie führte ein internationales Staraufgebot an, zu dem auch Kim Novak, Maria Schell, Sydne Rome und Erika Pluhar gehörten. Die 77-jährige Marlene Dietrich war als Baroness nach 15 Jahren Filmabstinenz zum letzten Mal in einem Spielfilm zu sehen.

## Handlung
Leutnant Paul Ambrosius von Przygodski aus einer preußischen Adelsfamilie wird als junger Mann kurz vor Ende des Ersten Weltkriegs an die Front versetzt und – ohne auch nur einmal geschossen zu haben – bei einer letzten Explosion verwundet. Zurück in Berlin wird er damit konfrontiert, dass seine Familie nach dem Verlust ihres Vermögens die hochherrschaftliche Stadtvilla an Pensionsgäste vermieten musste. Außerdem hat seine Mutter eine Stelle in einem türkischen Bad angenommen. Dem verarmten und entwurzelten Adligen verschafft nun die Generalswitwe Helga Zutritt zur Gesellschaft; die Halbweltdame Eva stellt die Mittel für seinen Lebensunterhalt zur Verfügung, während sein Hauptmann ihn drängt, der NSDAP beizutreten. Die Sängerin Cilly, Tochter des Pensionshausmeisters, kehrt Deutschland den Rücken und macht in Hollywood Karriere. Paul wird Gigolo und ständiger Begleiter einer älteren Dame. Cilly ehelicht einen deutschen Prinzen. In den Straßenkämpfen zwischen SA und Kommunisten wird Paul von einem Querschläger getroffen und stirbt.

## Kritiken
„Trotz des großen Budgets und des beachtlichen Staraufgebots ein inszenatorisches Desaster: Der Film verkommt zu einem konfusen, stillosen und banalen Spektakel, in dem sogar die teuren Schauwerte in allgemeiner Belanglosigkeit untergehen.“

## Besonderheiten
- Der Film spielt in Berlin, wurde dort gedreht und von der Stadt mitfinanziert. Von den Hauptdarstellern stammte nur Marlene Dietrich aus Berlin; sie brauchte für ihren Part ihr Pariser Exil jedoch nicht zu verlassen.
- Mit Günther Fischer wurde ein Filmkomponist aus der DDR engagiert. Die zeitgenössische Musik spielte das britische Pasadena Roof Orchestra ein.
- In diesem Film hat Lotti Huber erstmals eine Statistinnenrolle übernommen.